# 安托尼夫卡 (克拉斯尼奧克尼區)
47°32′41″N 29°36′51″E / 47.54472°N 29.61417°E
安東尼夫卡（烏克蘭語：Антонівка）是位於烏克蘭西南部的村莊，由敖德萨州波季利斯克区的奧克尼市鎮負責管轄。該村始建於1840年，面積2.06平方公里，海拔高度229米，2001年人口809，人口密度每平方公里392.72人。